# 大衛七世
大衛七世（David VII，喬治亞文：დავით VII，1215年—1270年），又稱大衛·烏魯赫（David Ulugh），是1246年至1270年間的喬治亞國王。他是吉奧爾基四世的一個私生子。

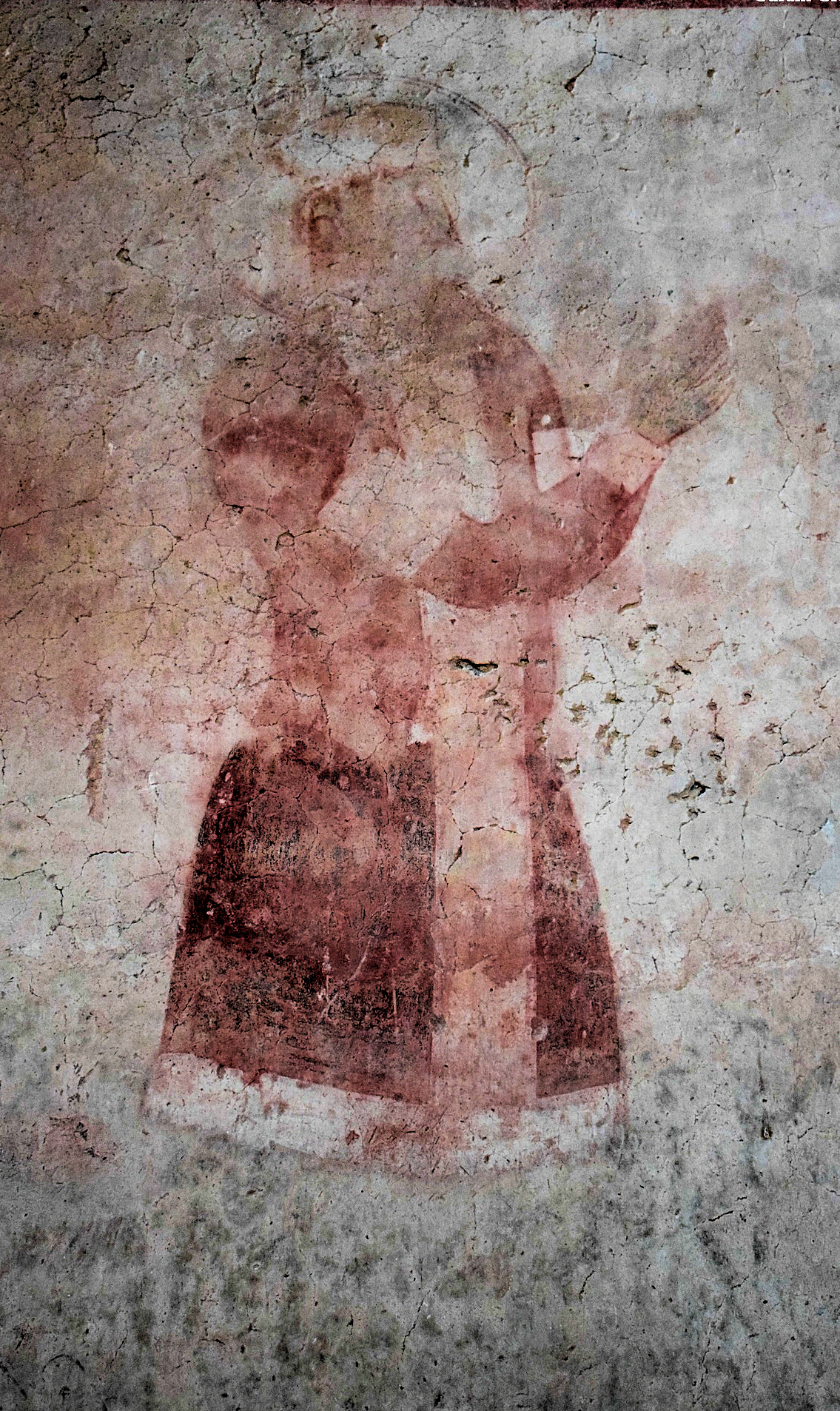
大衛七世

大衛·烏魯赫的姑母魯速丹在吉奧爾基四世死後即位為喬治亞女王。當她在1245年去世時，其子大衛·納林仍在蒙古人之處作為人質，因此喬治亞貴族將大衛·烏魯赫立為國王。大衛·納林於1246年返國，兩人共治，稱大衛六世、七世。此時的喬治亞被蒙古人控制，對此不滿的大衛六世於1259年在西喬治亞起義，此後喬治亞分裂為東西兩部。大衛七世持續統治東喬治亞至1270年去世。他的兒子德米特里二世繼位為下一任國王。